# Бен-Хаим, Пауль
Пауль Бен-Хаим (нем. Paul Ben-Haim, ивр. פאול בן חיים‎, наст. фамилия Франкенбургер, нем. Frankenburger; 5 июля 1897, Мюнхен — 14 января 1984, Тель-Авив) — израильский композитор немецкого происхождения, дирижёр, пианист, общественный деятель и педагог; один из основоположников академической музыкальной культуры Израиля и восточно-средиземноморского музыкального стиля («Israel’s Mediterranean style»).

## Биография
Родился в семье известного адвоката Генриха-Хаима Франкенбургера и Анны Франкенбургер (урожденной Шульман) и был четвертым ребенком в семье. Начал изучать фортепиано в возрасте девяти лет, а скрипку, гармонию и контрапункт — в одиннадцатилетнем возрасте. С отличием окончив гимназию, в 1914 году поступил в Мюнхенскую музыкальную академию («Hochschule für Musik Munchen»), где изучал фортепиано и композицию. Среди его учителей по композиции были Пауль Хиндемит, Фридрих Клозе (ученик Антона Брукнера), Вальтер Курвуазье. Также его преподавателями были Гуго Рёр (дирижирование) и Бертольд Келлерман (фортепиано).
В 1918 году Пауль был призван на военную службу в качестве немецкого новобранца в зенитном подразделении на французском и бельгийском фронтах, где трагически погиб его брат Карл, и сам Пауль едва избежал смерти. После двух лет службы на фронте возобновил учебу в академии, окончив ее в июне 1920 года с отличием.
По окончании обучения Пауль обратился к Бруно Вальтеру, одному из выдающихся дирижеров того периода и близкому другу Густава Малера и в период с 1920-го по 1922 год был его ассистентом в Баварской государственной опере. Там же он работал со знаменитым дирижёром Гансом Кнаппертсбушем.
В период с 1920-й по 1924 год Пауль был приглашен на должность заместителя директора хора в Мюнхенской государственный оперный театр. Далее, в сентябре 1924 года он был назначен третьим капельмейстером и дирижером хора Аугсбургского городского оперного театра, где провёл около сорока оперных спектаклей, а в 1929 году стал его главным дирижером.
Параллельно началась активная концертная деятельность Пауля в качестве пианиста, что вместе с работой в театре не препятствовало сочинению музыки.
Находясь в Германии (1897-1933), композитор написал сто шестнадцать произведений в различных жанрах. Вершиной раннего периода творчества принято считать ораторию «Йорам» для сопрано, тенора, баритона, баса, смешанного хора и симфонического оркестра по одноименному литературному сочинению Рудольфа Борхардта («יורם»; oratorio «Joram» for Soprano, Tenore, Baritone, Basso, mixed choir and symphonic orchestra; text by Rudolf Borchardt; 1931). В отличие от последующих сочинений, оратория «Йорам» является квинтэссенцией всех мюнхенских музыкальных влияний.
Пауль эмигрировал в октябре 1933 года (в рамках Пятой Алии) и взял себе фамилию Бен-Хаим (בן חיים, в переводе с иврита — сын Хаима; Хаим — еврейская форма имени Генрих). Решение поменять фамилию изначально было исключительно прагматичным. Будучи на корабле, на полпути в Палестину, он познакомился со скрипачом Шимоном Бахманом (שמעון בכמן; Shimon Bachman), руководителем оркестра в Женеве, который предложил ему быть его фортепианным аккомпаниатором на предстоящих концертах. Поскольку туристическая виза музыканта не позволяла ему работать, они вдвоем проконсультировались с импресарио Бахмана Мойше Хопенко (מוישה הופנקו; Moishe Hopenko), который предложил, чтобы Франкенбургер изменил свое имя в концертных программах. Он спросил Франкенбургера, как звали его отца. «Генрих, — ответил он, — или Хаим, на иврите». Импресарио ответил: «Ну, тогда теперь тебя будут звать сын Хаима, или на иврите — Бен-Хаим». С этого момента Бен-Хаим подписывал все свои работы новым именем.
Вскоре после совершения Алии Пауль Бен-Хаим поселился в Тель-Авиве. Адаптация к новой культуре в малознакомой среде потребовала немало усилий: ему понадобилось «три года спокойствия», чтобы вернуться к композиторской деятельности.
Вскоре после знакомства с народной йеменской певицей Цфирой Брахой (ברכה צפירה; Zephyra Bracha; 1912-1988), Пауль Бен-Хаим возобновил творческую деятельность. Он написал более шестидесяти песен на мелодии Цфиры, а также использовал их в качестве тематического материала для многих собственных композиций. Работа Бен-Хаима с Цфирой утвердила собственную аутентичность стиля композитора и ускорила процесс становления восточно-средиземноморского стиля.
Вершиной зрелого периода творчества стал фортепианный цикл «Пять пьес для фортепиано, опус 34» (1943). Сам композитор признавал в своей автобиографии 1975 года, что сочинение «считается одним из моих величайших успехов». Избранный им композиторский метод принёс ему широкую славу и признание: Бен-Хаим пришёл к выводу о необходимости синтеза музыкальных сфер Востока и Запада. Стиль, основанный Паулем Бен-Хаимом, позже был определен композитором Александером Урией Босковичем как восточно-средиземноморский.
Активная композиторская деятельность Пауля Бен-Хаима совмещалась с преподаванием, что имело определяющее значение в становлении восточно-средиземноморской национальной композиторской школы. Продолжалась преподавательская деятельность в Академиях музыки Тель-Авива и Иерусалима; общественная деятельность на посту президента Союза композиторов Израиля; работа в качестве дирижера Палестинским филармоническим оркестром.
В поздний период творчества Пауль Бен-Хаим совершенствовал восточно-средиземноморский стиль, сосредоточив внимание на симфонических жанрах. К 1950 году, после создания Симфонии №1 (1940) и Симфонии №2 (1945), Пауль Бен-Хаим зарекомендовал себя как ведущий композитор оркестровой музыки в стране. Появляются такие значительные сочинения, как «Сладкий Псалмопевец Израиля» для клавесина, арфы и симфонического оркестра (ישראל זמירות נעים; The Sweet Psalmist of Israel, for symphonic orchestra; 1953), «Фанфары Израиля» для симфонического оркестра (ישראל תרועת; Fanfare to Israel, for symphonic orchestra; 1950), концерты для фортепиано (1949), скрипки (1960) и виолончели (1962) с оркестром; «Литургическая кантата» (1950); кантаты «Видение пророка» (1959), «Три псалма» (1952) и «Каббалат шаббат» («Встреча субботы», 1967); песни, вокальные циклы, инструментальные миниатюры, камерные сочинения.
В 1960 году Пауль Бен-Хаим был назначен государственным советником по педагогике и занимал пост президента Ассоциации композиторов Израиля, а также возглавлял Ассоциацию художников и учителей музыки в Тель-Авиве. Музыка Бен-Хаима издавалась в Израильском музыкальном институте и иных музыкальных издательствах страны.
Широкая известность и востребованность Пауля Бен-Хаима как композитора, исполнителя, преподавателя, приглашённого дирижёра крупнейших оркестров страны (Израильский филармонический оркестр и Оркестр Израильской службы радиовещания) стали возможны благодаря его неоценимому вкладу в музыкальную культуру Израиля.
Композитор скончался 14 января 1984 года в возрасте 86-ти лет.
Среди учеников Пауля Бен-Хаима — Ами Мааяни, Бен-Цион Оргад, Цви Авни, Ноам Шериф, Шуламит Ран, Элиаху Инбал и другие.